# 章综
章综（1929年5月16日—2019年8月27日），男，江苏宜兴人，中国物理学家，中国科学院物理研究所研究员，曾任该所副所长，中国科学院数学物理学部主任。

## 生平
1929年生于江苏宜兴。1952年毕业于南京大学物理系。
20世纪60年代先后在苏联科学院半导体研究所和中国科学院物理研究所从事软磁铁氧体的研究。70年代完成几项特殊用途的小型接收天线的任务。80年代主要从事科研管理工作，同时担任中法合作在中国建造三台中子散射谱仪的中方负责人。
2019年8月27日在北京逝世，享年90岁。

## 荣誉
1980年当选为中国科学院学部委员（院士）。